# Atrocity Exhibition
Albums de Danny Brown
Old
(2013)
Singles
1. When It Rain
Sortie : 14 juin 2016
2. Pneumonia
Sortie : 18 août 2016
3. Really Doe
Sortie : 19 septembre 2016

Atrocity Exhibition est le quatrième album studio du rappeur américain Danny Brown, sorti le 30 septembre 2016.
Bien que l'album soit officiellement sorti le 30 septembre 2016, il était disponible dès le 27 septembre 2016 sur les plateformes légales de streaming.
L'album s'est classé 5e au Top R&B/Hip-Hop Albums, 3e au Top Rap Albums et 77e au Billboard 200.

## Liste des titres
| No  | Titre                                                            | Auteur                                                                     | Producteur(s) | Durée |
| --- | ---------------------------------------------------------------- | -------------------------------------------------------------------------- | ------------- | ----- |
| 1.  | Downward Spiral                                                  | D. Sewell, P. White                                                        | Paul White    | 2:52  |
| 2.  | Tell Me What I Don't Know                                        | D. Sewell, P. White                                                        | Paul White    | 2:31  |
| 3.  | Rolling Stone (featuring Petite Noir)                            | D. Sewell, Y. Ilunga                                                       | Petite Noir   | 3:47  |
| 4.  | Really Doe (featuring Kendrick Lamar, Ab-Soul & Earl Sweatshirt) | D. Sewell, K. Duckworth, H. Stevens, T. Kgositsile, C. Cross, G. Cristiani | Black Milk    | 5:19  |
| 5.  | Lost                                                             | D. Sewell, D. Welch, Chen Gewin, Taq Qin                                   | Playa Haze    | 2:07  |
| 6.  | Ain't It Funny                                                   | D. Sewell, P. White                                                        | Paul White    | 2:57  |
| 7.  | Golddust                                                         | D. Sewell, P. White                                                        | Paul White    | 2:24  |
| 8.  | White Lines                                                      | D. Sewell, A. Maman, D. Greenslade                                         | The Alchemist | 2:23  |
| 9.  | Pneumonia                                                        | D. Sewell, J. Leary, R. Mesinai                                            | Evian Christ  | 3:39  |
| 10. | Dance in the Water                                               | D. Sewell, P. White                                                        | Paul White    | 2:37  |
| 11. | From the Ground (featuring Kelela)                               | D. Sewell, K. Mizanekristos, P. White                                      | Paul White    | 2:18  |
| 12. | When It Rain                                                     | D. Sewell, P. White                                                        | Paul White    | 3:15  |
| 13. | Today                                                            | D. Sewell, P. White                                                        | Paul White    | 3:07  |
| 14. | Get Hi (featuring B-Real)                                        | D. Sewell, L. Freeze, P. White                                             | Paul White    | 3:33  |
| 15. | Hell for It                                                      | D. Sewell, P. White                                                        | Paul White    | 3:49  |